# 久保有政
久保 有政（くぼ ありまさ、1955年〈昭和30年〉7月13日 - ）は、日本のプロテスタント系の聖書解説家、単立・池袋キリスト教会初代牧師。レムナント出版、レムナント・ミニストリー代表。作家として、月刊誌『レムナント』の主筆を務め、誌上で求道者、クリスチャン向けに、聖書の基本的な教えを解説している。また、キリスト教に関する著述や講演も行なっている。兵庫県伊丹市生まれ。
米国カリフォルニア州立大学留学（1975年）を経て、東京聖書学院卒業（1982年）。1986年にレムナント出版を設立。主張に関連する団体、「NPO法人神戸平和研究所」理事、「日本を愛するキリスト者の会」事務局長、「聖書と日本フォーラム」協力者、「日本民族総福音化運動協議会」理事を務める。

## 活動
創造論者（進化論は健全な科学に基づいていないとし、宇宙や生命は聖書に記されたような特別創造によって出現したと考える科学者）が世界中で増えているとし、彼らの考え方を紹介した著書『科学の説明が聖書に近づいた』を出版した。
さらに『レムナント』誌において、「イスラエル人の古代日本渡来説」を提唱。日本の伝統文化の多くが、渡来した古代イスラエル人に由来しているとして、多くの著・訳書を著した。そして古代イスラエル人だけでなく古代東方キリスト教徒（景教徒）も多く日本に渡来し、日本の伝統文化に影響を与えたと主張している。これについて、テレビバラエティー「みのもんたの日本ミステリー」（テレビ東京系列）などの番組にも出演した。
死後の世界についても聖書から解説し、今まで教会でも混同されることの多かった「地獄」（ゲヘナ）と、「よみ」（黄泉、陰府、ハデス）は別の場所であるとした。
この理解に立って「死後のセカンドチャンス論」（未信者が死後に福音を聞いて救われるチャンスはあるとする立場）を提唱し、ハーザーなどで議論が起こった。
さらに、神の日本への深い愛を知るには、日本人が東京裁判史観や左翼の自虐史観を脱する必要があると主張。「先の戦争は侵略戦争」ではなく、「アジア解放のための戦い」であったとし、「朝鮮や台湾を近代化し、中国を共産主義や欧米の植民地主義から守ろうとした」ものだと捉える。南京事件については「日本兵による犯罪は少数あったものの、日本軍による“大虐殺”はなかった」としており、百田尚樹はこの主張を支持して、2014年2月、東京都知事選で主張した。
日本の本当の歴史を取り戻すためとして、日本の近・現代史についても多くの著述・啓蒙活動を行なっている。また創造科学を信奉してダーウィニズムを批判している。

## 著書
- 『科学の説明が聖書に近づいた 創造論の考え方 地球史編』レムナント出版　1989
- 『仏教の仏とキリスト教の神』暁書房・暁新書　1991　のちレムナント出版
- 『未来の歴史 過去から未来へ歴史は繰り返す』NCM2Japan　1992　レムナント出版
- 『死後の世界を知って生を知る 人は死後どこへ行くのか』レムナント出版　1993
- 『死後の世界がわかる本 人は死後どこへ行くのか』レムナント出版　1993
- 『わかるキリスト教 すばらしい福音入門』レムナント出版　1993
- 『聖書ってこんなにすごい』新生運動　1993
- 『聖書の予言と予型 面白すぎる聖書知識』レムナント出版　1993
- 『終末の時代に起こること 患難時代から千年王国まで 聖書予言の解説』レムナント出版　1994
- 『科学の説明が聖書に近づいた part 2(生物学・考古学・人類学編)』レムナント出版　1994
- 『この人の生涯に学ぶ 信仰と愛に生きた11人』編著　レムナント出版　1994
- 『古代日本にイスラエル人がやって来た』レムナント出版　1995
- 『聖書にみる死後の世界 クリスチャンの死後未信者の死後』レムナント出版　1995
- 『終末への歴史が見える 世界はどうなるのか?』レムナント出版　1996
- 『新・科学の説明が聖書に近づいた　地球史篇』レムナント出版　1997
- 『聖書の暗号は本当か バイブル・コード検索ソフトによる徹底検証』徳間書店　1998
- 『創造論の世界 聖書から生まれた先端科学』徳間書店　1999
- 『聖書に隠された日本・ユダヤ封印の古代史2 仏教・景教篇』ケン・ジョセフ共著 徳間書店、2000[10]
- 『キリスト教入門 人生の目的は幸福であり、その幸福は神と共に生きることにある。』レムナント出版　2003
- 『ゲマトリア数秘術 聖書に隠された数の暗号』学習研究社　2003
- 『日本の中のユダヤ文化 聖書に隠された神道のルーツと極東イスラエルの真相』学習研究社　2003
- 『オーパーツと天地創造の科学』学習研究社　2004
- 『天使と悪魔の秘密 聖書に隠された神の御使いの正体』学習研究社　2005
- 『仏教の中のユダヤ文化 聖書から見た釈迦の教えと聖徳太子伝説』学習研究社　2005
- 『聖書的セカンドチャンス論 死後の回心の機会を示す8つの聖句』レムナント出版　2006
- 『神に愛された国・日本 日本人に生まれて良かった!』レムナント出版　2007
- 『神道の中のユダヤ文化 聖書に隠された日本人のルーツと神社・お祭りの秘密』学習研究社　2008Mu super mystery books
- 『2014年ユダヤの大預言』学研パブリッシング 2009　Mu super mystery books
- 『天地創造の謎とサムシンググレート 「進化論」と「インテリジェント・デザイン理論」 宇宙と生命体をデザインしたのはだれか!?』学習研究社　2009　Mu super mystery books
- 『死後の世界 永遠の生命とあの世の実在証明』学研パブリッシング 2011　Mu super mystery books
- 『日本とユダヤ運命の遺伝子 失われたイスラエル10支族と秦氏の謎』学研パブリッシング 2011
- 『【改訂版】科学の説明が聖書に近づいた－地球と生命の誕生に関し』レムナント出版　2013/02/13
- 『自虐史観を脱せよ――「日本は悪い国、侵略国家」 ではなかった！ 真の近代史を知ろう』レムナント出版　2013/07/14
- 『仏教の仏とキリスト教の神（改訂版）』　レムナント出版　2013/12/03
- 『人は死後どこへ行くのか――聖書的「死後の世界論」　死後のセカンドチャンスについて』　レムナント出版　2013/12/11
- 『神道のルーツとユダヤ　日本の神道と伝統的風習の起源は古代イスラエル人！』　レムナント出版　2014/03/06

## 訳書
- 『日本・ユダヤ封印の古代史』 徳間書店
- マーヴィン・トケイヤー『聖書に隠された日本・ユダヤ封印の古代史 失われた10部族の謎』徳間書店　1999
- ノーマン・マクレオド『「超図説」日本固有文明の謎はユダヤで解ける』徳間書店　2004
- ヨセフ・アイデルバーグ『日本書紀と日本語のユダヤ起源』徳間書店　2005
- 『ヨハネ福音書が英語でスラスラ読める』レムナント出版